# Saint-Jean-de-Beugné
Saint-Jean-de-Beugné is een plaats en voormalige gemeente in het Franse departement Vendée in de regio Pays de la Loire en telt 417 inwoners (1999). De plaats maakt deel uit van het arrondissement Fontenay-le-Comte.

## Geschiedenis
Saint-Jean-de-Beugné is op 1 januari 2025 gefuseerd met de gemeente Sainte-Hermine tot de gemeente Saint-Jean-d'Hermine.

## Geografie
De oppervlakte van Saint-Jean-de-Beugné bedraagt 13,4 km², de bevolkingsdichtheid is 31,1 inwoners per km².

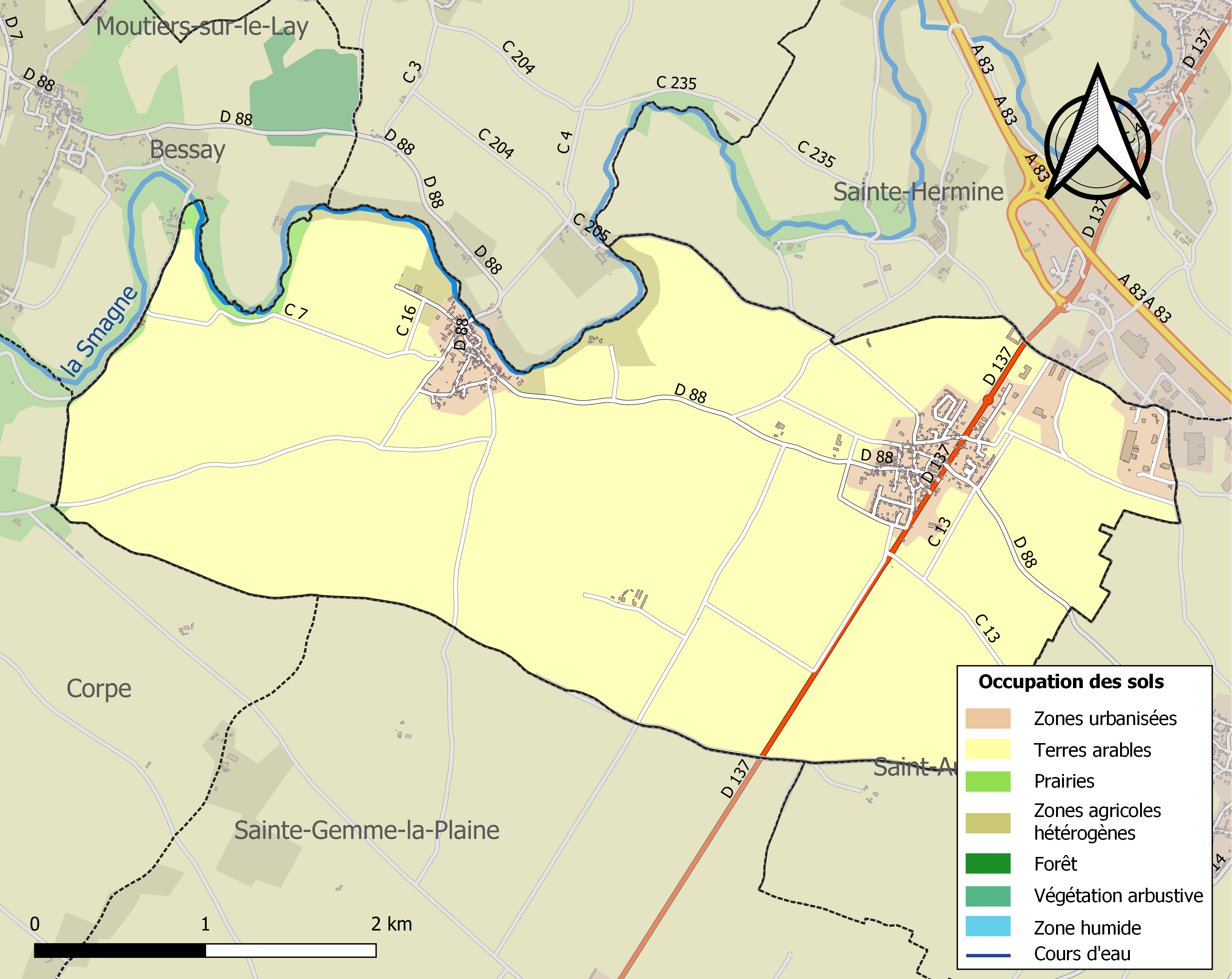
Kaart van de belangrijkste infrastructuur, bodemgebruik en omliggende gemeenten

## Demografie
Onderstaande figuur toont het verloop van het inwonertal.